# Observatoire de Tartu
L'observatoire de Tartu (estonien : Tartu Observatoorium) est le plus grand observatoire astronomique d'Estonie. Il est situé sur la colline de Tõravere, à environ 20 km au sud-ouest de Tartu, dans la commune de Nõo dans la région appelée Tartumaa.

## Histoire

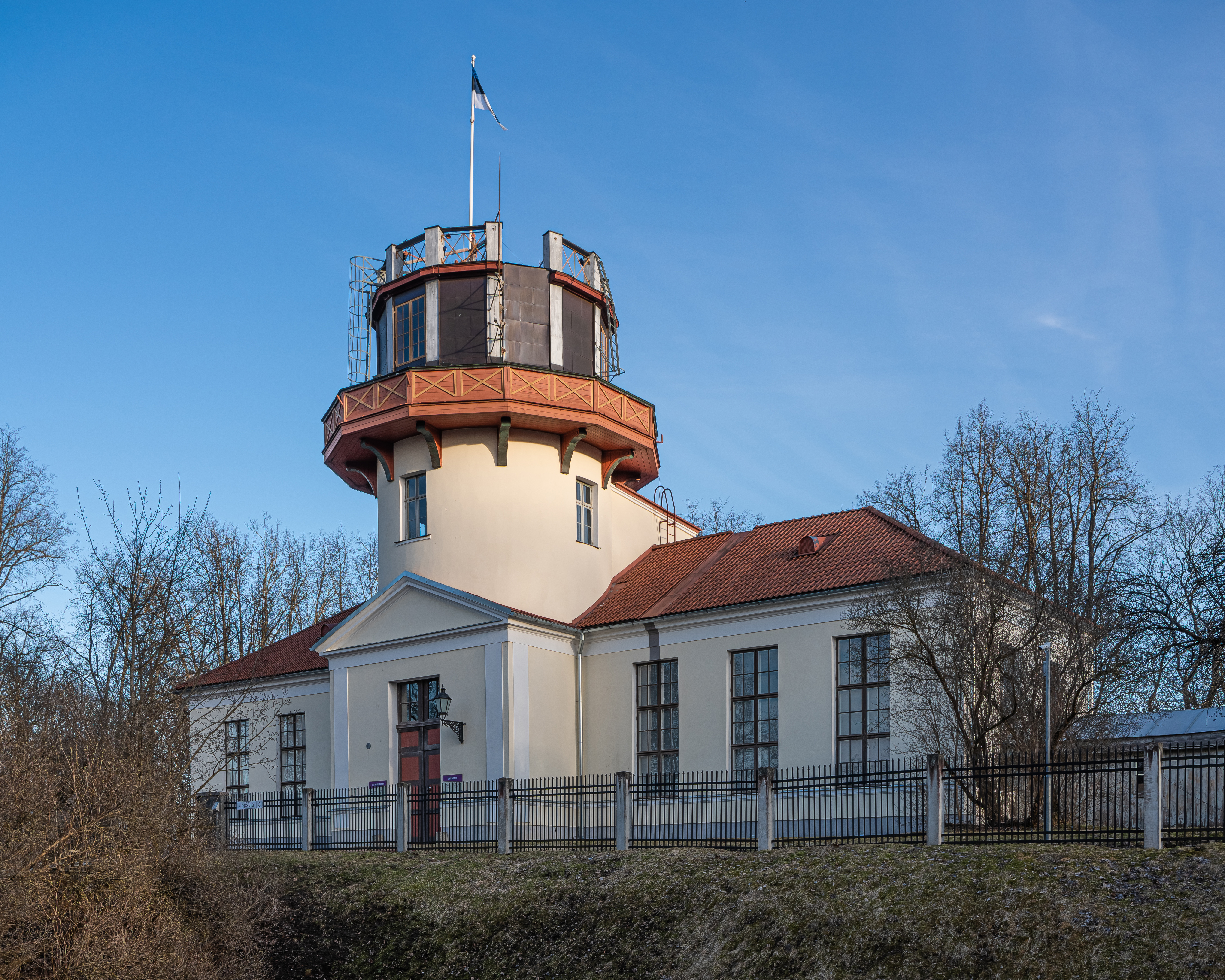
Le bâtiment de l'ancien observatoire à Tartu (Dorpat en allemand).

L'observatoire de Tartu (Dorpat en allemand) a été créé à l'Université de Tartu après qu'elle a rouvert en 1802. Le bâtiment de l'observatoire a ensuite été terminé en 1810 sur la colline de Toome à Tartu. Les instruments ont été installés en 1814 par Friedrich Georg Wilhelm von Struve qui commença les observations. En 1824 une lunette de 9 pouces, construite par Joseph von Fraunhofer, est mise en place, ce qui constitue à l'époque la plus grande lunette achromatique au monde. Quand Struve commence à constituer l'arc géodésique de Struve en 1816, l'observatoire en devient le premier point,.
En 1946 l'observatoire de Tartu est séparé de l'Université et rattaché à l'Académie estonienne des sciences. La recherche d'un nouvel emplacement d'observation débute en 1950. En 1957, un terrain sur la colline de Tõravere est destiné à recevoir l'observatoire et en 1958 la construction commence. Courant 1963 le nouveau bâtiment est terminé, une partie des astronomes de l'ancien observatoire s'y installent le télescope de 50 cm reçoit sa première lumière. En 1964 une conférence internationale est tenue à Tartu et l'observatoire prend le nom de F.G.W. Struve. L'observatoire reprend son nom original en 1995. En 1974 le télescope de 1,5 m devient opérationnel. En 1998, un télescope de 0,6 m est mis en place, ce qui constitue la dernière évolution majeure du matériel à ce jour. L'ancien bâtiment de l'observatoire sert maintenant principalement de musée et fait partie d'un centre public d'éducation à la science.
Un certain nombre d'astronomes d'importance ont travaillé à l'observatoire de Tartu : Friedrich Georg Wilhelm von Struve, Johann Heinrich von Mädler, Thomas Clausen, Ernst Julius Öpik, Jaan Einasto.

## Équipement
L'observatoire de Tartu possède deux télescopes principaux. Un télescope de type Cassegrain de 1,5 m qui est le plus grand télescope optique d'Europe du Nord et est utilisé pour des observations spectroscopiques. Le second télescope de 0,6 m est utilisé pour des observations photométriques.